# Boek der wilden
Het Boek der wilden (Livre des sauvages) is een manuscript dat aanvankelijk werd aangezien voor een authentiek indiaans document. De afkomst en inhoud zijn nooit opgehelderd.

## Geschiedenis
Het Boek der wilden is een document van 114 pagina’s in kwartoformaat, en bevat dubbelzijdig pictogrammen die met zilverkleurig en rood potlood getekend zijn. Het dikke papier is uit Canada afkomstig. Enkele pagina’s ontbreken en een aantal zijden zijn door zeewater aangetast. Het manuscript is bewaard in een afsluitbare cassette en kwam omstreeks 1750 in het bezit van de Franse markies Marc Antoine René de Voyer, een verzamelaar van curiositeiten. Zijn boekenverzameling was de basis van Bibliothèque de l'Arsenal. In 1851 viel het daar de superintendant, de schrijver en journalist Paul Lacroix, op. Hij schakelde de missionaris abbé Emmanuel Domenech in. Domenech was expert voor het schrift der indianen, en ontsleutelde het document. Het boek der wilden is als een vroeg voorbeeld van tunnelvisie in de wetenschap de geschiedenis ingegaan. Tegenwoordig bevindt het zich in het l’Arsenal in Parijs.
Het boek werd aangezien voor een authentiek en uniek indiaans manuscript. Nadat Frankrijk Quebec aan de Britten had verloren, bestond er in Frankrijk een aanzienlijke druk om zich te revancheren. Een primeur met betrekking tot het indiaanse schrift leende zich hier uitstekend voor. Het bewind van Napoleon III maakte haast met de vertaling en herdruk van het manuscript. Deze haast heeft de interpretatie door Domenech geen goed gedaan. Hoewel hij niet pretendeerde een sluitende en volledige ontsleuteling te kunnen leveren, heeft hij enkele zaken over het hoofd gezien. Dit kwam hem duur te staan; hij werd in een recensie door Julius Petzholdt belachelijk gemaakt en kreeg het verwijt "het pornografische kladblok van een Duits-Amerikaanse vlegel" te hebben uitgegeven. De Franse regering heeft daarop succesvol het boek uit de roulatie genomen, zodat er nog weinig exemplaren zijn. De universiteit van Amsterdam beschikt nog over een exemplaar.

## Emmanuel Domenech
Emmanuel-Henri-Dieudonné Domenech (Colliource, 3 maart 1828 – Lyon, 7 september 1903) brak zijn priesteropleiding aan het seminarie van Lyon af en ging op 20-jarige leeftijd naar Texas. In St Louis rondde hij zijn opleiding af en leerde hij Engels en Duits. Hij missioneerde onder de lokale bewoners (Castroville, vnl. Duits, en Brownsville) en genoot respect onder de bevolking. In 1850 keerde hij voor 2 jaar naar Europa terug, en werkte vervolgens wederom als missionaris in Texas. Problemen met zijn gezondheid leidden tot zijn vertrek naar Montpellier. In 1861 en 1882 bezocht hij nog Amerika. In 1903 overleed hij aan een beroerte. Hij werd met militaire eer begraven.
Domenech was ongetwijfeld een ontwikkeld man, die meerdere talen sprak en uitstekend op de hoogte was van het onderzoek naar de grotendeels vergane cultuur der indianen. Ook de oude Egyptische en Chinese culturen boeiden hem zeer, en hierover heeft hij ook gepubliceerd.

## Interpretatie van Domenech
Domenech onderscheidde drie tekens: illustraties, pictogrammen en letters. Hij vond de namen Maria, Anna en Jo(h)annes en enkele woorden van Engelse en Duitse afkomst. Naar zijn idee ging het om een geschrift uit de vroege Europese kolonisatietijd, dat de kerstening en verhuizing van indianen beschrijft. Daarnaast wordt een indiaanse falluscultus beschreven.
| pagina  | voorbeeld | uitleg (elementen;thema)                                                                   |
| ------- | --------- | ------------------------------------------------------------------------------------------ |
| 1-12    |           | Geestelijke zegent hurkende indianen, andreaskruis, fallus; indiaanse vruchtbaarheidsritus |
| 13-16   |           | Indiaan met fallus, opperhoofd; kerstening van indiaanse stam                              |
| 17-27   |           | medicijnman met twee hoofden (werelds en bovennatuurlijk); beschrijving sjamanisme         |
| 28-40   |           | gehoornd opperhoofd (duivel?);weervoorspelling                                             |
| 41-48   |           | bovenmenselijk wezen en gevangenen; Geest voert gevangenen weg                             |
| 49-60   |           | ezel;bekering opperhoofd                                                                   |
| 61-86   |           | graf met kind; interpretatie door priesters                                                |
| 87-93   |           | afgezant; onderhandelingen van stam                                                        |
| 94-109  |           | maisveld, jachtscène;voedselvoorziening                                                    |
| 110-116 |           | indianen op oorlogspad;confrontatie met kolonisten                                         |
| 117-140 |           | stamverhuizing;stammenoorlog                                                               |
| 141-173 |           | verzoening, doop; kolonisten brengen christendom                                           |
| 174-209 |           | medicijnman, godheid; opname van christendom door indianen                                 |
| 210-228 |           | missionaris, kerkgebouw; kerk neemt overhand                                               |

## Herkomst
De herkomst van het boek is nog steeds onbekend. Domenech zelf vermoedde dat het door een indiaan die enige kennis had van Duits geschreven is. Dit is niet onmogelijk omdat er Duitstalige nederzettingen waren in Canada. Het feit dat de uitgave van het boek der wilden een prestigezaak voor de Fransen was en de daaropvolgende negatieve reacties uit met name Duitsland hebben de discussie over de herkomst van het boek vertroebeld. De Duitse uitgever en historicus Julius Petzholdt uitte zich minachtend en vol leedvermaak over de interpretatie door Domenech. Hij gaf evenwel toe niet te kunnen beoordelen of de pictogrammen werkelijk authentiek waren. De vraag stelt zich waarom een onontwikkelde immigrantenjongen uit vunzige motieven in de 18e eeuw meer dan tweehonderd pagina’s duur papier voor een relaas over seks, geweld en religie tekent. Er zijn verschillende –allen speculatieve- theorieën over het ontstaan van deze kroniek. Zo is verondersteld dat Juan de Torquemada het boek gefabriceerd heeft.